# Walter Wilson Froggatt
Walter Wilson Froggatt (Melbourne, 13 de Junho de 1858 — 18 de Março de 1937) foi um entomologista australiano que se destacou no campo do estudo da entomologia económica da Austrália.

## Obras
Entre outras, Froggatt é autor das seguintes publicações:
- Notes on Australian Cynipidae, with descriptions of several new species. Proc. Linn. Soc. N. S. W. 7: 152-156 (1892).
- Insects living in figs, with some account of caprification. Agric. Gaz. N. S. W. 11: 447-456, 1 pl. (1900).
- with Frederic Webster Goding, F. W. Monograph of the Australian Cicadidae. Proceedings of the Linnean Society of New South Wales 29(3): 561-670. (1904).
- The insects of the Kurrajong (Brachychiton populaneum). Agric. Gaz. N. S. W. 16: 226-234, 2 pls (1905).
- Australian Insects. 8vo. Pp. i-xiv, 1-449, 37 pls. Sydney.(1907).
- A new parasite on sheep-maggot flies. Notes and description of a chalcid parasite (Chalcis calliphorae). Qld. Agric. J. 6: 177-179 (1916).
- The Appleleaf Jassid (Empoasca australis). Agricultural Gazette of New South Wales 29: 568-570. (1918).
- The digger chalcid parasite (Dirrhinus sarcophagae sp. n. on Sarcophaga aurifrons). Agric. Gaz. N. S. W. 30: 853-855 (1919).
- Sheep-maggot flies and their parasites. Agric. Gaz. N. S. W. 32: 725-731, 807-813 (1921).
- Notes on the Spiny Green Phasma (Extatosoma tiaratum). Australian Naturalist, Sydney, iv, 16, 1 October, pp. 235–237 (1921)[1]
- Description of a new phasma belonging to the genus Extatosoma. Proc. Linn. Soc. NSW, 47: 344-345, pl. 38.(1922)Online[2]
- Forest Insects of Australia. 8vo. Sydney. Pp. i-viii, 1-171, 2 col. pls., 44 full pls., 33 text-blocks. (1923)
- Forest insects and timber borers. Privately Published iv +107 pp. (1927).